# Научный (Крым)
Нау́чный (укр. Научний, крымскотат. Nauçnıy, Научный) — посёлок городского типа в Бахчисарайском районе Крыма, является научным городком Крымской астрофизической обсерватории. В административном отношении входит в городское поселение Бахчисарай (Бахчисарайский городской совет).
| 1959 | 1970 | 1979 | 1989  | 2001 | 2009 |
| ---- | ---- | ---- | ----- | ---- | ---- |
| 528  | ↗686 | ↗990 | ↗1157 | ↘864 | ↘809 |
| 2010 | 2011 | 2012 | 2013  | 2014 | 2015 |
| ↗810 | ↗821 | ↘807 | ↘783  | ↘725 | ↘723 |
| 2016 | 2017 | 2018 | 2019  | 2020 | 2021 |
| ↘714 | ↘704 | ↘683 | ↘666  | ↘651 | ↘612 |

## История

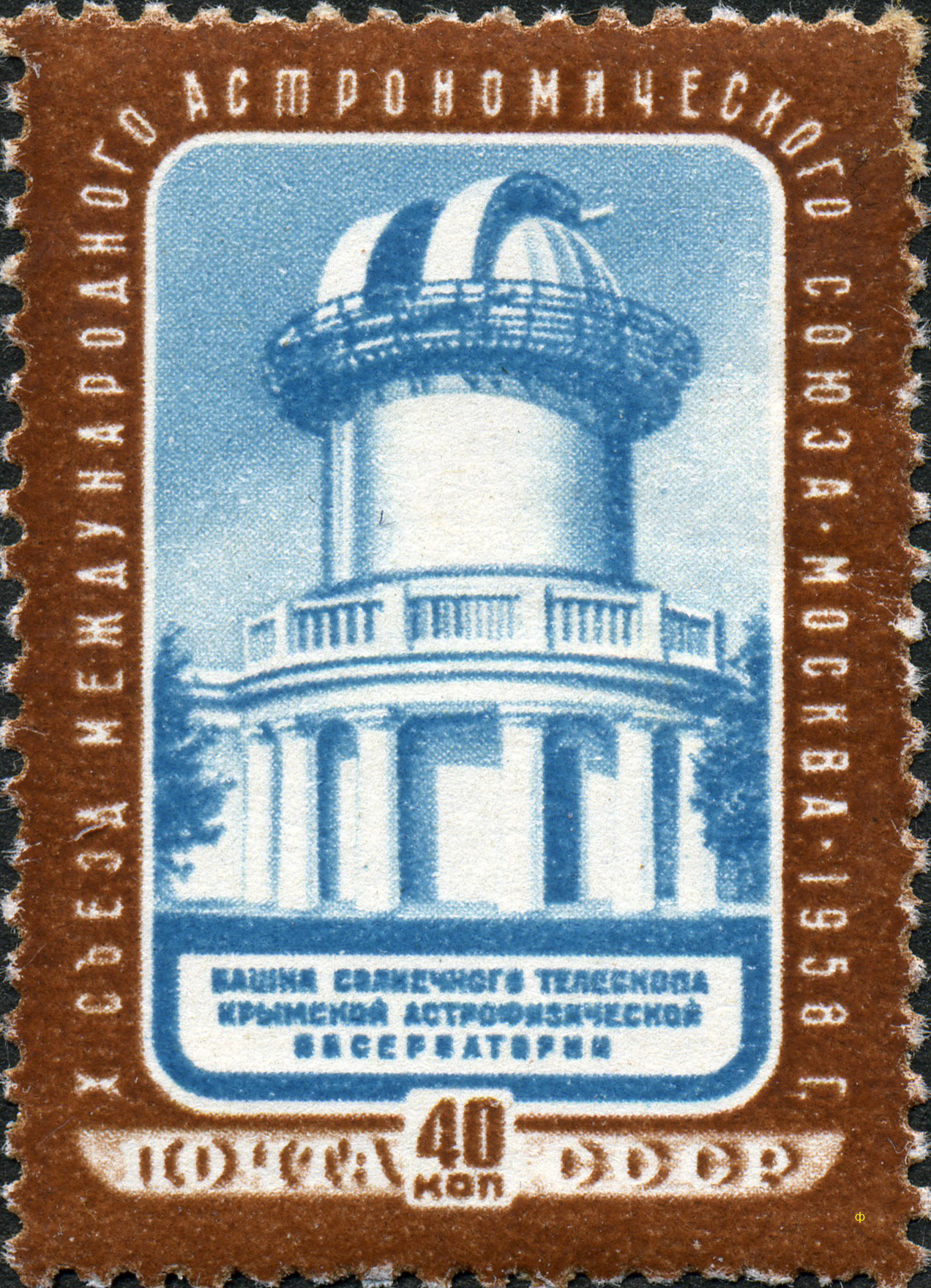
Почтовая марка СССР 1958 года к 10 съезду Международного астрономического союза

Строительство обсерватории было начато в 1947 году. Через три года был смонтирован и начал работу первый телескоп. Научный создавался как посёлок для сотрудников обсерватории.
Сегодня в Научном существует обширная инфраструктура: общеобразовательная школа, медпункт, клуб, библиотека, детский сад, почта, гостиница, механическая, столярная и оптические мастерские. Также здесь расположена квартира-музей одного из директоров обсерватории академика А. Б. Северного. Создаётся музей истории обсерватории. На территории посёлка, на 1 этаже башни телескопа ЗТШ, находится бюст первого директора обсерватории Г. А. Шайна. На главном здании НИИ КрАО установлена мемориальная доска в честь А. Б. Северного. Название «Научный» было предложено учёным и заместителем директора НИИ КрАО П. П. Добронравиным. В 1957 году Научный стал посёлком городского типа. День посёлка празднуется ежегодно в первых числах сентября.